# ملك سيبان
ملك سيبان (El Señor de Sipán) هو اسم مومياء رجل من الطبقة العليا. وجد عالم الآثار والتر ألفا، وهو من بيرو، هذه المومياء في سيبان، في عام 1987. وتقع المقبرة في الجواتا راخادا الخاصة بسيبان، وهي منطقة في تشيكلايو.
وتُعد مقبرة ملك سيبان من المعالم الثقافية الخاصة بحضارة الموشي. ويعتقد بعض علماء اللآثار أن هذه المقبرة من أهم الاكتشافات الأثرية في هذه البقعة من العالم في الثلاثين سنة الأخيرة، وذلك لأن المقبرة رئيسية لم يمسسها أحد ولم يسلبها اللصوص.

## وصلات خارجية
- "Archaeology of Sipan and Huaca Rajada"
- "Interview with Walter Alva", يونسكو
- "Lord Sipan", Delange, Photo gallery of artifacts from the tomb
- Photos, videos, and 3D animation of tombs

(بالإسبانية)